# Теорії змови про сезон ураганів в Атлантиці 2024 року

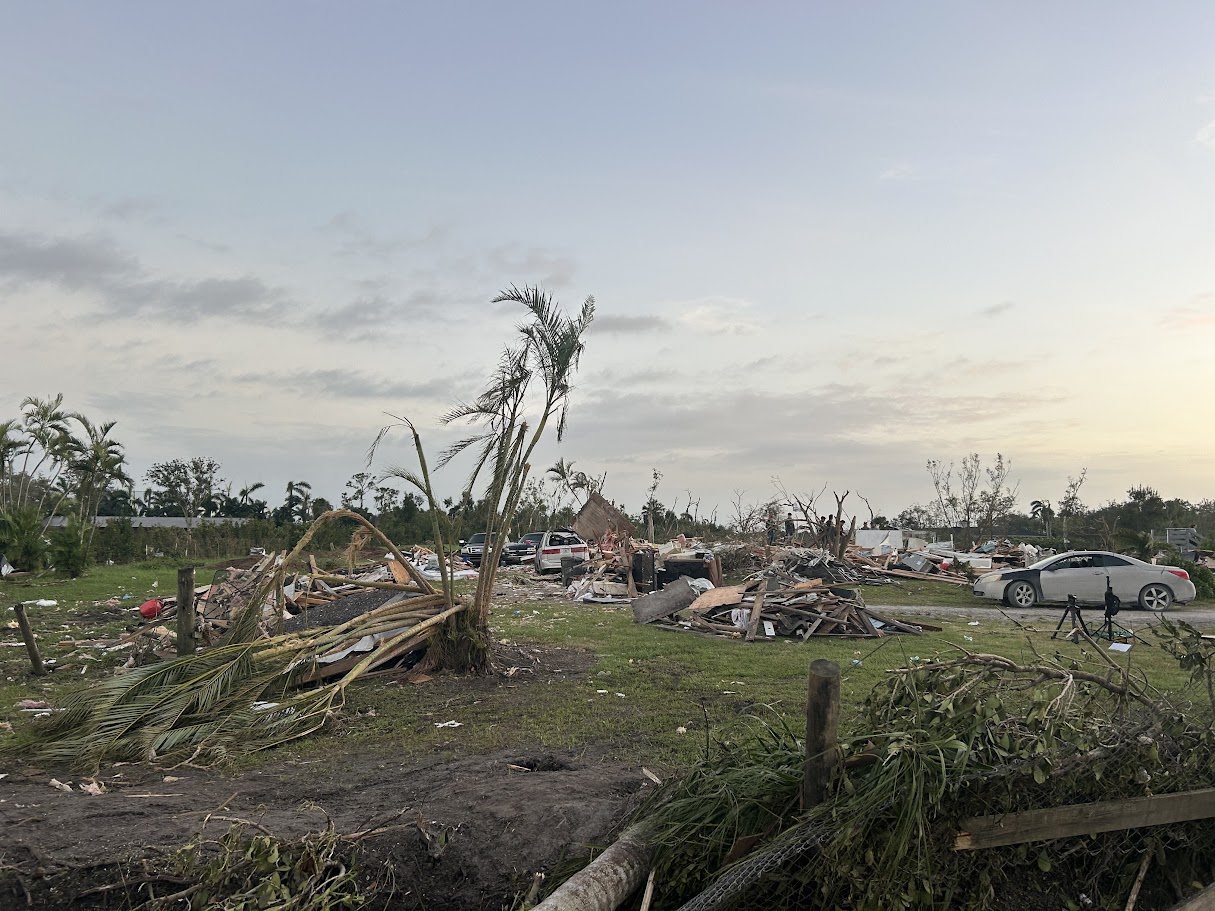
Руйнування у Веллінгтоні, штат Флорида, викликані ураганом Мілтон

Раніше тихий сезон ураганів в Атлантиці 2024 року почав відчувати сплеск активності наприкінці вересня. Урагани Гелен і Мілтон, два надзвичайно руйнівних і смертоносних великих урагани, вплинули на Сполучені Штати всього за два тижні, привернули підвищену увагу ЗМІ та соціальних мереж.
Під час цього сплеску в кінці сезону поширювалися теорії змови про природу Гелен і Мілтона, а також про відновлення після шторму. Кілька американських ультраправих впливових діячів, політиків республіканців і Дональд Трамп, кандидат у президенти від Республіканської партії 2024 року , поширювали численні неправди та змови . Ці широко поширені чутки спричинили значні труднощі для служб першої служби реагування та офіційних рятувальників, перешкоджаючи зусиллям рятувальників, а деяким посадовцям погрожували насильством. Білий дім і Федеральне агентство з надзвичайних ситуацій опублікували заяви у відповідь на ці заяви.

## Фон
На початку 2024 року синоптики ураганів передбачили дуже активний сезон, посилаючись на ефект Ла-Нінья та теплу температуру поверхні моря. Після надзвичайно раннього урагану Берил Національне управління океанічних і атмосферних досліджень США підтримувало цей прогноз до серпня. У той сезон, який очікувався як пік, було небагато штормів, і дехто назвав сезон «зривом».
Наприкінці вересня та на початку жовтня урагани Гелен і Мілтон здивували, порушивши затишшя та спричинивши величезні руйнування. Гелен завдала величезної шкоди південно-східній частині Сполучених Штатів і, зокрема, викликала катастрофічну повінь у внутрішній частині Північної Кароліни, далеко від узбережжя. Мілтон побив рекорди у швидкій інтенсифікації, підвищившись до 5 категорії і збільшивши швидкість вітру на 90 миль/год за 24 години. Якщо виміряти накопичену енергію циклону до початку жовтня, цей сезон наразі є восьмим за кількістю активних в історії.